# 34a Divisió (Exèrcit Popular de la República)
La 34a Divisió va ser una de les Divisions de l'Exèrcit Popular de la República que es van organitzar durant la Guerra Civil espanyola sobre la base de les Brigades Mixtes. Va participar en les batalles de la Granja, Brunete, Terol i Segre.

## Comandaments
Comandants
- tinent coronel de carrabiners José María Galán Rodríguez;[1]
- comandant de cavalleria Joaquín Zulueta Isasi;
- major de milícies Etelvino Vega Martínez;[2]
- comandant d'infanteria de marina Ginés Sánchez Balibrea;[3]
- comandant d'aviació Ernesto Navarro Márquez;[3]

Comissaris
- Felipe Gómez Hernández, del PCE;[4]

Caps d'Estat Major
- comandant d'infanteria Magí Doménech Pujol;
- major de milícies Pedro Ferrando Laura;
- comandant d'infanteria Enrique López Pérez;

## Ordre de batalla
| Data               | Cos d'Exèrcit adscrit | Front de batalla | Brigades Mixtes integrades |
| 30 de maig de 1937 | I Cos d'Exèrcit       | Guadarrama       | 3a i 21a                   |
| Juliol de 1937     | XVIII Cos d'Exèrcit   | Madrid           | 3a, 16a i 68a              |
| Desembre de 1937   | XVIII Cos d'Exèrcit   | Terol            | 3a i 68a                   |
| Abril de 1938      | X Cos d'Exèrcit       | Segre            | 68a, 94a i 218a            |